# Challenger de Sidney 2013
El torneo Nature's Way Sydney Tennis International 2013 es un torneo profesional de tenis. Pertenece al ATP Challenger Series 2013. Se disputará su 1ª edición sobre superficie dura, en Sídney, Australia entre el 25 de febrero y el 3 de marzo de 2013.

## Jugadores participantes del cuadro de individuales

### Cabezas de serie
| País                 | Jugador            | Rank1 | Favorito |
| Bandera de Japón     | Yuichi Sugita      | 138   | 1        |
| Bandera de Australia | John Millman       | 167   | 2        |
| Bandera de Japón     | Hiroki Moriya      | 175   | 3        |
| Bandera de Canadá    | Peter Polansky     | 181   | 4        |
| Bandera de Francia   | Stéphane Robert    | 208   | 5        |
| Bandera de Australia | Brydan Klein       | 224   | 6        |
| Bandera de Australia | Samuel Groth       | 230   | 7        |
| Bandera de Australia | John-Patrick Smith | 237   | 8        |
| -------------------- | ------------------ | ----- | -------- |

- 1 Se ha tomado en cuenta el ranking del día 18 de febrero de 2013.

### Otros participantes
Los siguientes jugadores recibieron una invitación (wild card), por lo tanto ingresan directamente al cuadro principal:
- Jay Andrijic
- Nick Kyrgios
- Jordan Thompson
- Bradley Mousley

Los siguientes jugadores ingresan al cuadro principal tras disputar el cuadro clasificatorio:
- Colin Ebelthite
- Nicholas Horton
- Artem Sitak
- Michael Venus

## Campeones

### Individual Masculino
- Nick Kyrgios   derrotó en la final a  Matt Reid por 6-3, 6-2

### Dobles Masculino
- Brydan Klein /  Dane Propoggia  derrotaron en la final a  Alex Bolt /  Nick Kyrgios  por 6-4, 4-6, [11-9]

- Datos: Q5154980